# سیرکوس سیرکوس لاس وگاس
سیرکوس سیرکوس لاس وگاس (انگلیسی: Circus Circus Las Vegas) یک هتل و کازینو در وینچستر، نوادا، لاس وگاس استریپ ایالات متحده آمریکا است.
این هتل که در سال ۱۹۶۸ تأسیس شده دارای ۳٬۷۷۳ اتاق و ۱۱٬۵۱۳٫۳ مترمربع مساحت می‌باشد.

## در فرهنگ عامه
در سال ۱۹۶۹، سیرکاس سیرکاس به عنوان محلی برای قسمتی از «شوی اد سالیوان» مورد استفاده قرار گرفت. همچنین در فیلم سال ۱۹۷۰ به نام «گرس‌هاپر» ظاهر شد.
در رمان خبری سال ۱۹۷۱ به نام «ترس و وحشت در لاس وگاس»، نویسنده هانتر اس. تامپسون نوشت: «سیرکاس-سیرکاس همان چیزی است که تمام دنیای هپ در شب جمعه انجام می‌دهد اگر نازی‌ها جنگ را ببرده باشند. این ششمین رایش است. طبقه زیرین پر از میزهای شرط‌بندی است، مانند سایر کازینوها… اما این مکان حدود چهار طبقه بلند است، به سبک یک چادر سیرک، و انواع عجیب و غریب از دیوانگی‌ها و کارناوال‌های لهستانی در این فضا در حال اتفاق افتادن است.» زمانی که این رمان در سال ۱۹۹۸ به فیلم اقتباس شد، سیرکاس سیرکاس به عنوان «سیرکاس بازوکو» به عنوان نمایشگاهی که به ندرت به عنوان نمایشگاه سیرکاس اجازه داده بشود برای فیلمسازان به عنوان محل فیلمبرداری شد. که اجازه فیلمبرداری در املاک خود را رد کرده بود.
نمایشگاه نیز در فیلم جیمز باند سال ۱۹۷۱ به نام «الماس‌ها برای همیشه» ظاهر شد. یک سال بعد، در یک قسمت از سریال تلویزیونی به نام «باناسک» با عنوان «یک میلیون به راحتی» نیز ظاهر شد. سیرکاس سیرکاس در چندین فیلم دیگر از دهه ۱۹۷۰ نیز ظاهر شد، از جمله «بانوی لاس وگاس»، «خیابان دامنه‌آلی»، و «تابستان کوروت»، فیلم «نابغه‌های نوزاد» در سال ۱۹۹۹ جزئی از ماجراجویی درون قبو بود که به عنوان پارک تمایل جوی‌ورلد در نظر گرفته شد.
در بازی ویدیویی سال ۲۰۰۴ به نام «گرند تفت آوتو: سن آندریاس»، سیرکاس سیرکاس به نام «جیبوک کلان» ظاهر شد. نیز نمایشگاهی به نام «رینگمستر» در بازی ویدیویی مسابقه‌ای سال ۲۰۱۴ به نام «تیم» در نزدیکی انتهای شمالی خیابان لاس وگاس ظاهر شد.
در سال ۱۹۹۳، یک دزدی در سیرکاس سیرکاس رخ داد، زمانی که هدر تال‌چیف، راننده یک کامیون مسلح، با ۳ میلیون دلار فرار کرد که در حال توزیع در دستگاه‌های ATM بود. هدر تال‌چیف این دزدی را با کمک قاتل روبرتو سولیس انجام داد. آن‌ها ناپدید شدند، اما او ۱۲ سال بعد تسلیم شد. این دزدی در یک قسمت از مجموعه مستند نتفلیکس به نام "Heist" در سال ۲۰۲۱ روایت شده‌است.

## نگارخانه

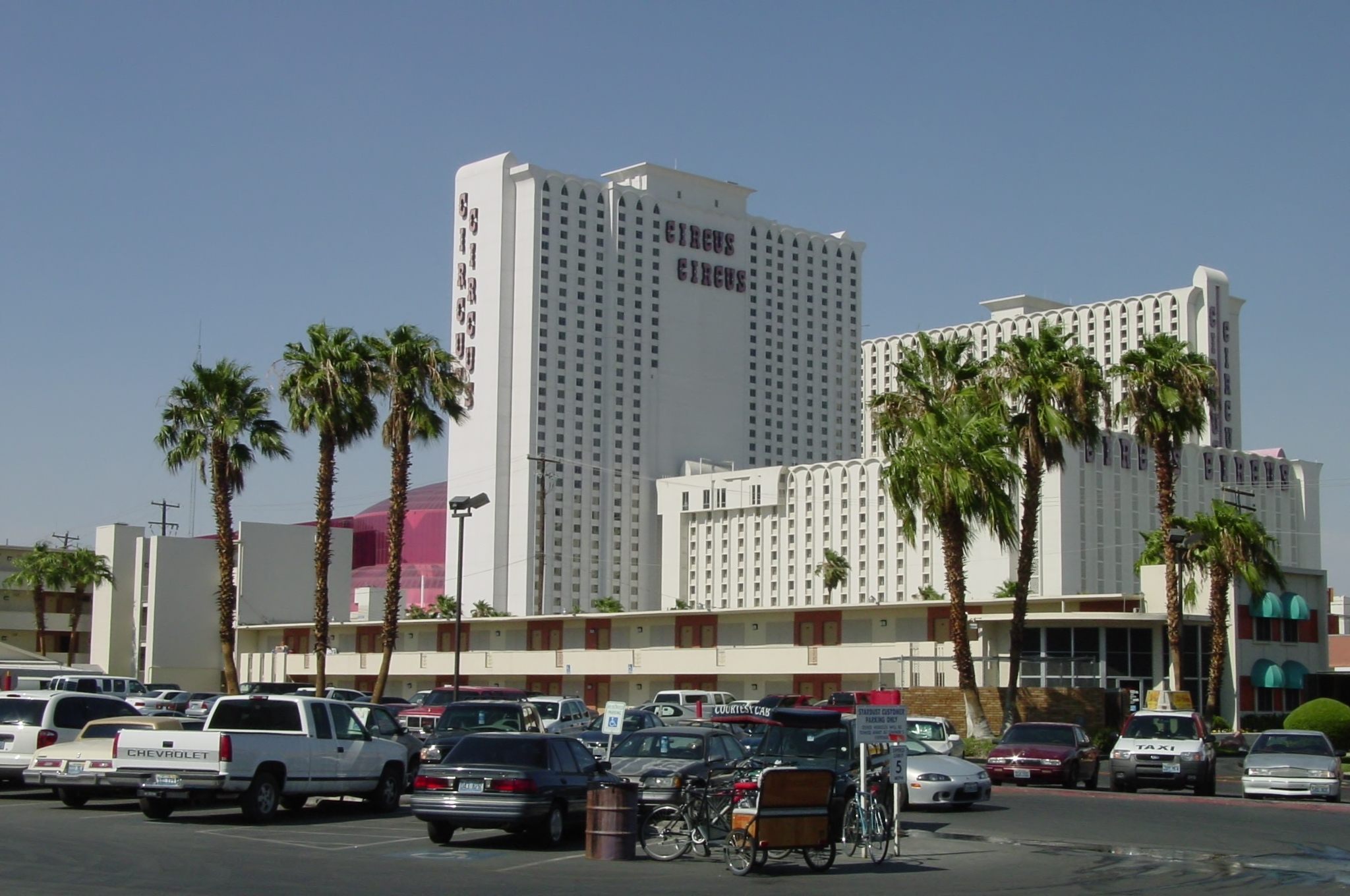
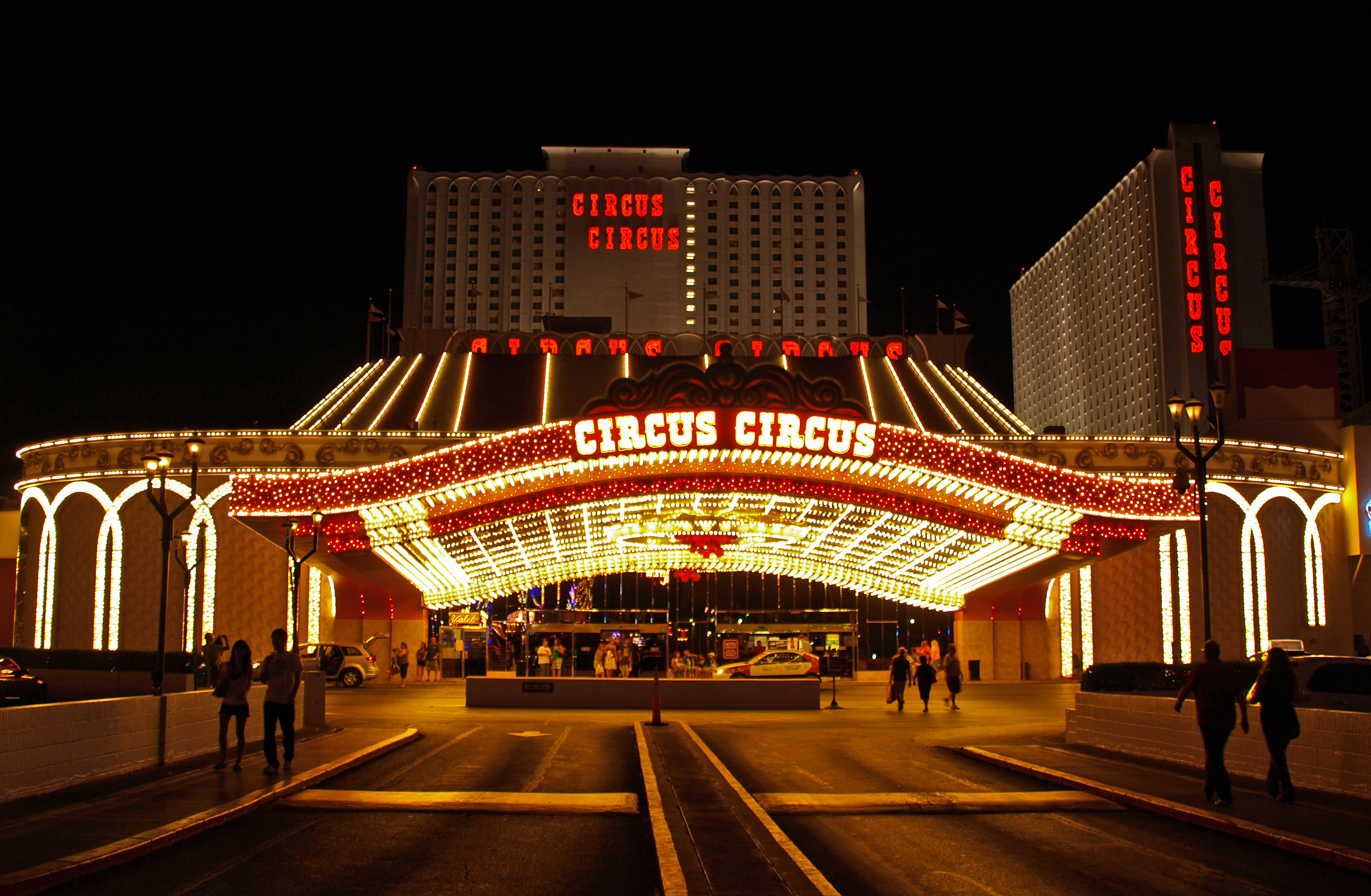